# Riki van Steeden
Riki van Steeden (23 de diciembre de 1976 en Nelson) es un exfutbolista neozelandés que jugaba como defensor.

## Carrera
Debutó en 1998 jugando para el Carlton SC. En 1999 firmó con el recién fundado New Zealand Knights, franquicia donde se desempeñó hasta 2004, cuando fue comprado por el Auckland City. En 2013, luego de conseguir cuatro títulos locales y la misma cantidad de internacionales, decidió retirarse.

### Clubes
| Club                        | País          | Año         |
| --------------------------- | ------------- | ----------- |
| Carlton SC                  | Australia     | 1998 - 1999 |
| New Zealand Knights         | Nueva Zelanda | 1999 - 2004 |
| Auckland City Football Club | Nueva Zelanda | 2004 - 2013 |

### Selección nacional
Representó a Nueva Zelanda en ocho ocasiones.